# Château de Lambilly
 (juin 2012).
Si vous disposez d'ouvrages ou d'articles de référence ou si vous connaissez des sites web de qualité traitant du thème abordé ici, merci de compléter l'article en donnant les références utiles à sa vérifiabilité et en les liant à la section « Notes et références ».
Le château de Lambilly est un château situé au lieu-dit Lambilly sur la commune de Taupont, dans le Morbihan (France).